# Suka Marga (Buay Pematang Ribu Ranau Tengah)
Suka Marga is een bestuurslaag in het regentschap Ogan Komering Ulu Selatan van de provincie Zuid-Sumatra, Indonesië. Suka Marga telt 1068 inwoners (volkstelling 2010).